# Milo Manara
Milo Manara (właśc. Maurilio Manara, ur. 12 września 1945 w Lüsen, prowincja Bolzano, Włochy) – włoski scenarzysta i rysownik komiksowy.

## Życiorys
Karierę rysownika rozpoczął w wieku 14 lat, rysując paski komiksowe do włoskich gazet. Tworzenie prac, z których jest najbardziej znany, czyli komiksów erotycznych, zaczął w roku 1969 od serii Genius. Komiks stał się na tyle popularny, że w kolejnych latach (1971–1973), otrzymał możliwość rysowania następnej serii, tym razem o erotyczno-sensacyjnych przygodach pięknej piratki Jolandy de Almavivy.
Drzwi do wielkiej kariery stanęły przed nim otworem wraz z opublikowaniem w magazynie Pilote opowieści zatytułowanej Małpi król do scenariusza Silverio Pisu (1976). Dzięki sukcesowi tej historii Manara mógł w końcu rozwinąć skrzydła. W dwa lata później ukazał się jego samodzielny album: HP i Giuseppe Bergman. Podobnie jak Małpi król nie jest to komiks erotyczny, lecz raczej przygodowy. Postać „HP” wzorowana jest na osobie Hugo Pratta, przyjaciela i mistrza Manary. Na początku lat 80. panowie ci nawiązali współpracę, owocem której stały się albumy o kolonizacji obydwu Ameryk: Indiańskie lato i El Gaucho.
W 1983 roku ukazał się kolejny, klasyczny już dzisiaj, album komiksowy Manary, zatytułowany Klik. Jest to komiks erotyczny, którego główną bohaterką jest piękna dziennikarka, Claudia Cristiani. Od wydania i sukcesu Klika rozpoczęła się dobra passa autora w dziedzinie komiksu erotycznego. Kolejne lata przynosiły dalsze albumy: Zapach niewidzialnego w 1985, Ukryta kaméra w 1988, Courts Metrages w 1989.
W 1990 roku pojawił się album Podróż do Tulum, owoc współpracy Manary z filmowcem Federikiem Fellinim. Komiks ten jest adaptacją scenariusza Felliniego, który nigdy nie miał szans zostać zrealizowany w formie filmu fabularnego. W 1992 roku, również we współpracy z Fellinim, powstał album Podróż G. Mastorny zwanego Fernet, będący, podobnie jak Podróż do Tulum, realizacją w postaci komiksu jednego ze scenariuszy Felliniego.
W 1996 roku został wydany kolejny autorski komiks Manary, który szybko stał się jednym z najbardziej znanych jego dzieł. Chodzi o „Guliwerianę”, erotyczną i zabawną parodię klasycznej powieści Jonathana Swifta o przygodach Guliwera. Kolejne lata (1997 i 1998) to okres bardzo owocnej aktywności twórczej artysty. Ukazały się wtedy takie albumy jak: Fatalne spotkanie, Kamasutra, WWW. Trzy dziewczyny w sieci. W tym czasie Manara zilustrował też album zatytułowany Aphrodite, będący adaptacją erotycznej noweli Pierre’a Louÿsa.
Jednymi z najnowszych prac Manary są albumy Złoty Osioł (1999), Rewolucja (2000) i Ucieczka z Piranesi (2002). Pierwszy z nich jest adaptacją tekstu z II wieku, stworzonego przez rzymskiego pisarza Apulejusza, drugi to przewrotna satyra na „nowy Olimp”, na którym urzędują ludzie z branży telewizyjnej, oderwani od otaczającej rzeczywistości, trzeci natomiast to komiks SF z elementami erotyki.
W latach 2004–2010 pracował nad serią historyczno-erotyczną Borgia o rzymskiej rodzinie arystokratów i papieży Borgiów (autorem scenariusza jest Alejandro Jodorowsky).
Obrazu twórczości artysty dopełniają liczne artbooki, jak np. „Women of Manara”, portfolia, takie jak „Dolomites Encantedes” czy „Letters from a Portuguese nun”, a także działalność w branży reklamowej (reklama Chanel nr 5 z Czerwonym Kapturkiem) i rozrywkowej (okładki do płyt). Stworzył nawet swoją autorską talię kart do tarota.

## Twórczość
(wytłuszczone tytuły ukazały się po polsku)
- 1969–1971: Genius (łącznie 22 odcinki opublikowane w formie pasków)
- 1971: Un fascio di bombe scen. Alfredo Castelli i Mario Gomboli
- 1971–1973: Jolanda de Almaviva (podobnie jak seria Genius publikowana w postaci pasków), scen. Roberto Renzi
- 1974–1977: Il fumetto della realtà, scen. Andrea Mantelli, Franco Frescura i Mino Milani
- 1975: Quella notte del 1580, scen. Mino Milani
- 1975-76: La parola alla giuria. Processo a..., scen. Mino Milani

- 1976: Małpi król, scen. Silverio Pisu
- 1977: Alessio, il Borghese rivoluzionario, scen. Silverio Pisu
- 1977: Chris Lean, scen. Raffaele D’Argenzio
- 1977: Volere e potere, scen. Graziano Origa
- 1978: HP i Giuseppe Bergman
- 1976-1978: L’Histoire of France in bandes dessinées (5 epizodów), scen. Jean Ollivier i Pierre Castex
- 1978: L’uomo delle nevi, scen. Alfredo Castelli
- 1978–2004: Storia d’Italia a fumetti, scen. Enzo Biaggi
- 1980: Un autore in cerca di sei personaggi
- 1981: Quattro dita
- 1982: Giuseppe Bergman. Afrykańskie przygody
- 1983: Indiańskie lato – scen. Hugo Pratt
- 1982: Klik
- 1982: Acherontia Atropos
- 1982: L’ultimo tragico giorno di Gori Bau e Callipigia Sister
- 1984: Trompeuse apparence
- 1985: Il diario di Sandra F.
- 1985: Zapach niewidzialnego
- 1988: Ukryta kamera
- 1988: Giuseppe Bergman. Orientalne przygody
- 1989: Courts Metrages
- 1990: Podróż do Tulum, scen. Federico Fellini
- 1991: Klik 2
- 1991: L’oiseau de soleil, scen. Wilbur Smith
- 1991: Il sogno di Oengus, scen. Giordano Berti
- 1991: Cristoforo Colombo, scen. Enzo Biaggi
- 1992: Podróż G. Mastorny scen. Federico Fellini
- 1992–1995: El Gaucho – scen. Hugo Pratt
- 1993: Art of spanking
- 1994: Klik 3
- 1995: Zapach niewidzialnego 2
- 1996: Guliweriana
- 1997: Fatalne spotkanie
- 1997: Kamasutra
- 1999: Aphrodite
- 1999: Złoty osioł
- 2000: Rewolucja
- 2000: WWW. Trzy dziewczyny w sieci
- 2001: Klik 4
- 2002: Ucieczka z Piranesi
- 2002: Sirenae
- 2003: Sandman: Noce nieskończone (rozdział 2), scen. Neil Gaiman
- 2004: Giuseppe Bergman. Mitologiczne przygody
- 2005: Borgia, scen. Alejandro Jodorowsky
- 2006: Quarantasei, scen. Valentino Rossi
- 2007: Oczy Pandory, scen. Vincenzo Cerami
- 2009: X-Women, scen. Chris Claremont
- 2015: Caravaggio: Paleta i rapier
- 2019: Caravaggio: Łaska
- 2023: Imię róży #1 – na podstawie powieści Umberto Eco (polskie wydanie: Noir Sur Blanc, 2024)